# Rokosz

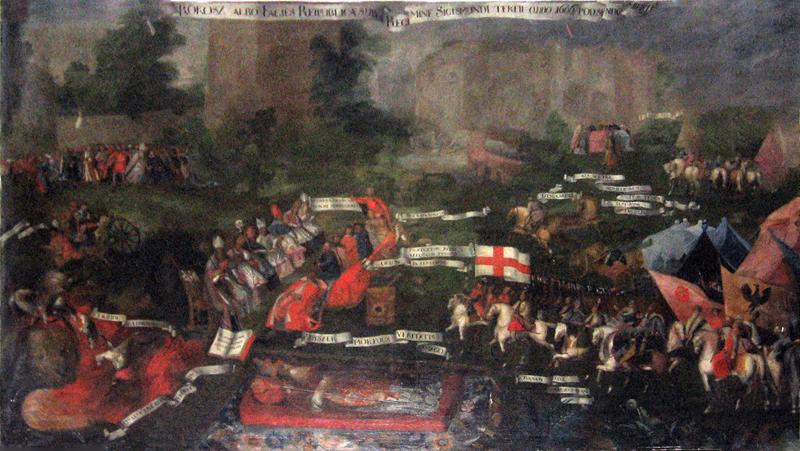
Rokosz de Sandomierz, del.

Un rokosz (AFI:ˈrɔkɔʂ) originalmente era una reunión de toda la nobleza polaca (Szlachta), no meramente de diputados para un Sejm. El término fue introducido al idioma polaco de Hungría, donde se daban reuniones análogas en un campo llamado Rákos.
Con el tiempo, rokosz pasó a significar una rebelión armada de los szlachta de la Mancomunidad de Polonia-Lituania contra el rey, en nombre de la defensa de sus libertades amenazadas. Los nobles que se reunían para un rokosz formaban una konfederacja.
La institución del rokosz, en este último sentido, derivaba del derecho medieval de resistirse al poder real, del derecho a rechazar la obediencia al rey, según se estipulaba en el Privilegio de Mielnik (przywilej mielnicki), firmados el 23 de octubre de 1501, y en los Artículos de Enrique de 1573.
Dos de los rokosz más conocidos son la Rebelión de Zebrzydowski del siglo XVII, y la Guerra de los Pollos del XVI.